# Шахтар (Кизил-Кія)
«Шахтар» Кизил-Кія (кирг. Шахтер) — киргизький футбольний клуб, який представляє місто Кизил-Кія.

## Хронологія назв
- 1992: ФК «Семетей» (Кизил-Кія)
- 1997: ФК «Семетей-Динамо» (Кизил-Кія)
- 1998: ФК «Семетей» (Кизил-Кія)
- 2001: ФК «Кизил-Кія»
- 2006: ФК «Шахтар» (Кизил-Кія)

## Історія
Клуб було засновано під назвою ФК «Семетей» (Кизил-Кія) в 1992 році. В 1992 році команда дебютувала у Вищій лізі. В 1996 році 90 % гравців команди перейшли до Металурга (Кадамжай), який переміг у національному чемпіонаті. Після завершення сезону, коли фінансова ситуація в клубі стабілізувалася, гравці повернулися з Металурга. Після завершення чемпіонату сезону 2000 року клуб посів 10-те місце та вилетів до Першої ліги. Клуб змінив назву на ФК «Кизил-Кія» та виграв плей-оф за право підвищитися у класі. 2002 року клуб знову розпочав свої виступи у Вищій лізі. Команда посіла 8-ме місце, але надалі не виступала в професійних змаганнях. У 2006 році клуб змінив назву на ФК «Шахтар» (Кизил-Кія) та в черговий раз відновив свої виступи в групі B серед команд Вищої ліги.

## Досягнення
- Топ-Ліга
  -  Віце-чемпіон (1): 1994
  -  Третє місце (1): 1995

- Кубок Киргизстану
  -  Переможець (1): 1995
  -  Фіналіст (1): 1999

- Кубок Киргизької РСР серед кфк
  -  Переможець (1): 1972

## Статистика виступів на континентальних турнірах
| Сезон   | Турнір                                | Раунд | Клуб                        | Вдома | На виїзді | Загалом |
| ------- | ------------------------------------- | ----- | --------------------------- | ----- | --------- | ------- |
| 1996/97 | Кубок володарів кубків Азії з футболу | 1     | Пахтакор (Джабарассуловськ) | 3-1   | 2-0       | 5-1     |
| 1996/97 | Кубок володарів кубків Азії з футболу | 2     | Ордабаси-СКІФ (Шимкент)     | 1-0   | 2-7       | 3-7     |